# Anschlussmedaljen

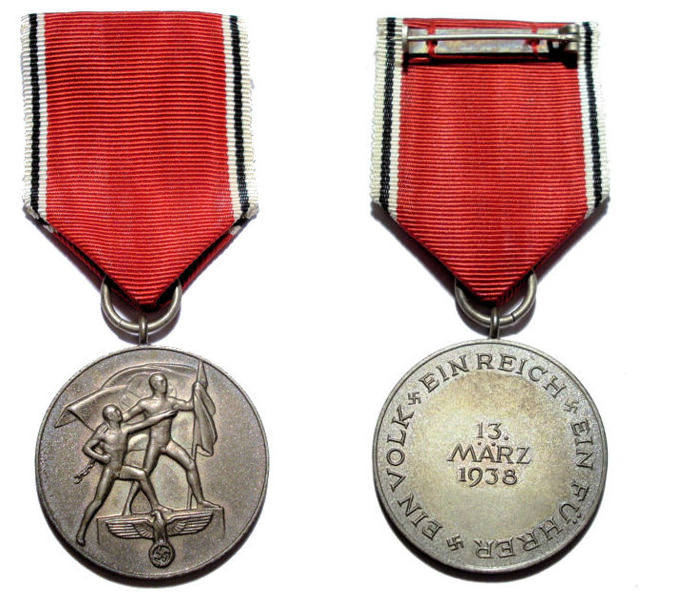
Anschlussmedaljen.

Anschlussmedaljen (tyska Die Medaille zur Erinnerung an den 13. März 1938) var en utmärkelse i Tredje riket och förärades de österrikare som bidrog till Anschluss, Österrikes införlivning i Tyska riket den 13 mars 1938. Medaljen gavs även åt tyska statstjänstemän och de medlemmar i Wehrmacht och SS som tågade in i Österrike.

### Webbkällor
- ”Occupation Medals – The March 13, 1938 Commemorative Medal” (på engelska). Wehrmacht-Awards.com. Arkiverad från originalet den 2 januari 2013. https://www.webcitation.org/6DNYkJ2O2?url=http://www.wehrmacht-awards.com/service_awards/occupation_medals.htm. Läst 1 januari 2013.